# رادیو تلسکوپ گرین بنک

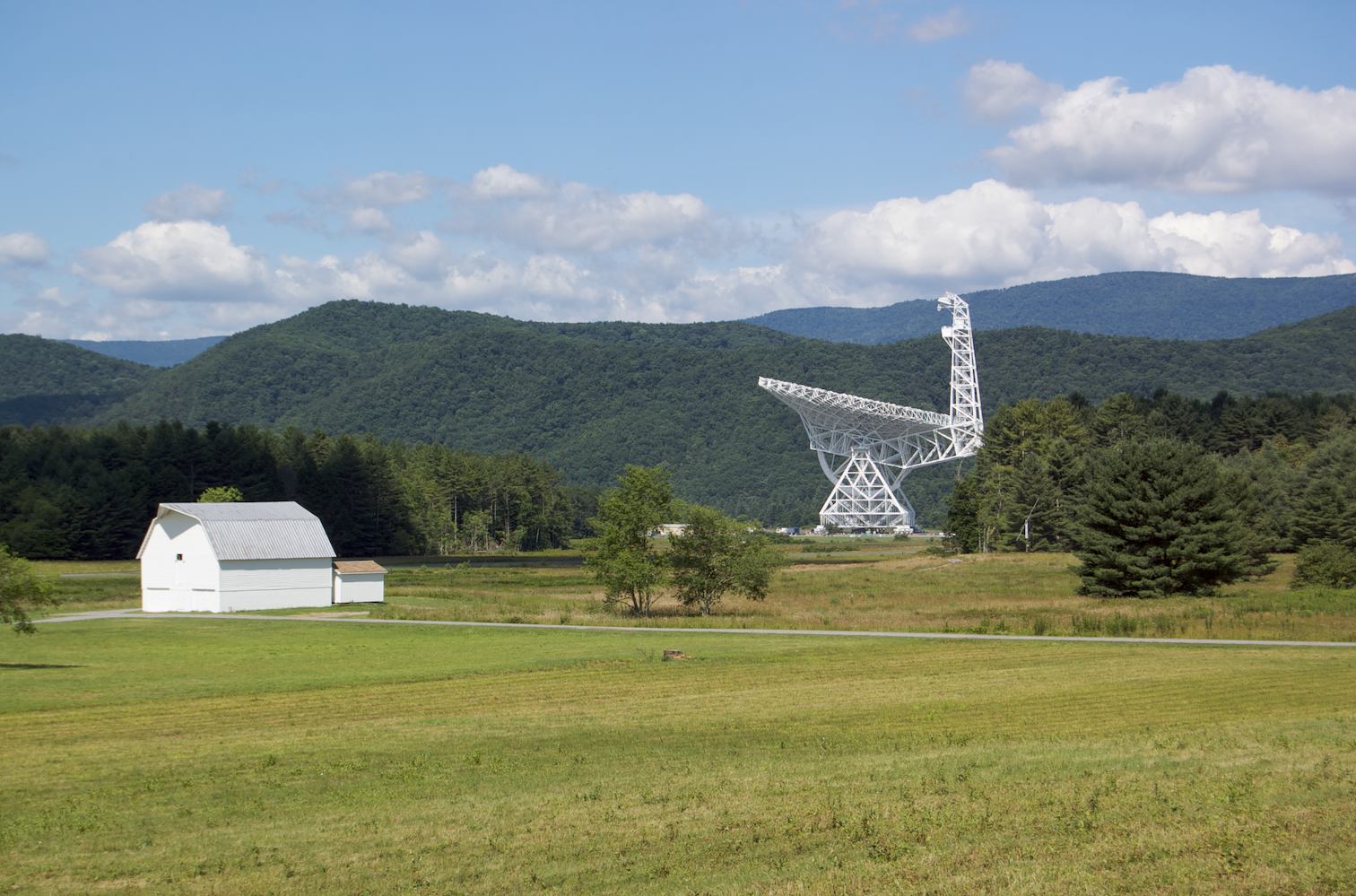

رادیوتلسکوپ گرین‌بنک (به انگلیسی: Green Bank Telescope) نام بزرگ‌ترین رادیو تلسکوپ قابل هدایت از نظر جهت زاویه دید در جهان است که در ویرجینیای باختری در آمریکا قرار دارد.
رادیوتلسکوپ گرین بنک متعلق به رصدخانه ملی رادیو اخترشناسی آمریکا قرار دارد، و پس از اینکه در سال ۱۹۸۸ تخریب شد مجدداً در سال ۲۰۰۰ افتتاح گردید.
این رادیوتلسکوپ متشکل از یک سهمی گون با قطر ۱۰۰ متر است.